# Дерсу Узала (повесть)
«Дерсу́ Узала́. Из воспоминаний о путешествии по Уссурийскому краю в 1907 году» — повесть В. К. Арсеньева, основанная на событиях исследовательской экспедиции по Уссурийскому краю 1907—1908 годов. Главными действующими лицами выступает сам автор и его проводник, гольд Дерсу Узала.
Издана в 1923 году. По словам самого автора, книга была готова к печати уже к 1917 году, как и книги «По Уссурийскому краю» и «В горах Сихотэ-Алиня». В романе описывается путешествие Арсеньева в 1907 году по восточной Маньчжурии, в котором он выступает в роли натуралиста-исследователя. Главным действующим лицом повести выступает гольд Дерсу Узала, с которым В. К. Арсеньев знакомится, согласно предыдущей книге «По Уссурийскому краю», в 1902 году. Увлекательный сюжет, развёртывающийся на фоне картин природы и жизни малых народов Дальнего Востока, литературный язык поставили эту книгу в ряд лучших произведений России среди географической и приключенческой литературы.

## Персонажи

### Основные

#### Владимир Арсеньев
На момент событий повести Владимир Арсеньев — штабс-капитан 23-го Восточно-Сибирского стрелкового полка.

#### Дерсу Узала
Хотя Дерсу Узала — реально существовавший человек, упомянутый в дневниках Арсеньева, однако, так как книги «По Уссурийскому краю» и «Дерсу Узала» являются частично беллетризованными — образ Дерсу несколько изменён.
На основании экспедиционных дневников, Арсеньев познакомился с Дерсу лишь в 1906 году, встреча произошла 3 августа у реки Тадуши, а в художественной книге Арсеньев описывает свою первую встречу в 1902 году у реки Лефу. Возможно, Арсеньев приписал ему некоторые черты и поступки других проводников, с которыми раньше ходил по тайге.

## Экранизации
- Дерсу Узала — советский фильм 1961 года режиссёра Агаси Бабаяна.
- Дерсу Узала — советско-японский фильм 1975 года режиссёра Акиры Куросавы.

## Художественные особенности
В 2013 году повесть была включена в список «100 книг», рекомендованных школьникам Министерством образования и науки РФ для самостоятельного чтения.